# Echinoderes caribiensis
Echinoderes caribiensis är en djurart som tillhör fylumet pansarmaskar, och som beskrevs av Kirsteuer 1964. Echinoderes caribiensis ingår i släktet Echinoderes och familjen Echinoderidae. Inga underarter finns listade i Catalogue of Life.